# Margareta Nilsson (friidrottare)
Margareta Nilsson är en svensk före detta friidrottare (medeldistans). Hon tävlade för klubben IFK Hälsingborg.